# Шосе Ентузіастів (станція МЦК)
Шосе Ентузіастів (рос. Шоссе Энтузиастов) — пасажирська платформа Московської залізниці, що є зупинним пунктом міського електропоїзда — Московського центрального кільця. Відкрита 10 вересня 2016 року. На станції заставлено тактильне покриття.

## Розташування та пересадки
Розташована в межах залізничної станції «Лефортово» МК МЗ між пасажирськими пунктами зупинок «Андронівка» і «Ізмайлово», між Ізмайловським лісопарком і під Північно-Східною хордою, обладнана турнікетами. Платформа має вихід в місто до розташованого в підземному переході вестибюля станції метро «Шосе Ентузіастів» Калінінської лінії з непрямою пересадкою, до шосе Ентузіастів і Ізмайловського лісопарку.

## Пересадки
- Метростанцію  «Шосе Ентузіастів»
- Автобуси: 36, 46, 83, 125, 141, 214, 254, 469, 659, 702, т30, т53, н4;
- Трамваї: 36, 37, 38